# Browning BLR
 (juillet 2023).
Si vous disposez d'ouvrages ou d'articles de référence ou si vous connaissez des sites web de qualité traitant du thème abordé ici, merci de compléter l'article en donnant les références utiles à sa vérifiabilité et en les liant à la section « Notes et références ».
Le Browning BLR est une carabine à levier de sous garde fabriqué pour Browning Arms Company par Miroku Firearms au Japon. Il en existe de nombreuses variantes, chambré dans de nombreux calibres, du petit ( .22-250 Remington et .243 Winchester ) aux gros calibre Magnum ( 7 mm Remington Magnum, .300 Winchester Magnum ) le plus gros calibre disponible étant le .450 Marlin.

## Conception
Le BLR utilise un chargeur amovible. Pour cette raison, le BLR peut être chambré pour des cartouches présentatnt des ogive de type Spitzer à pointe pointue qui pourraient être un problème pour les chargeur tubulaire plus couramment utilisé dans les fusils à levier où une balle pointue peut, à travers les forces de recul, frapper l'amorce de la cartouche suivante et déclenché un tir en chaine. La conception du levier et du boulon à crémaillère et pignon peut accueillir des calibre magnum modernes à haute pression. Une caractéristique notable est que la gâchette se déplace avec le levier lorsqu'elle est actionnée, ce qui empêche le doigt du tireur d'être pincé entre le levier et la crosse lorsque le levier est refermé.

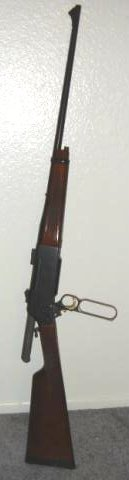
Browning BLR en 7mm Remington Magnum

## Variantes
La production du BLR a commencé dans les années 1960. La version originale du "Modèle 81 BLR" avait une carcasse en acier, qui a été remplacé par une carcasse en alliage d'aluminium avec l'introduction du "Modèle 81 Lightning BLR" en 1995. Bien que cela ait rendu le fusil plus léger, de nombreux propriétaires préfèrent la version avec le boitier en acier. Le modèle 81 intègre également des modifications dans le fonctionnement. Les carabines sont fabriquées avec une action courte ou longue pour s'adapter à la variété de calibres et sont disponibles avec une crosse à poignée droite (dite crosse anglaise) ou à poignée pistolet. Un modèle démontable (takedown en anglais) pour faciliter le transport et l'expédition est également disponible. L'édition Black Label comprend une crosse en bois laminé à prise droite robuste, une finition noire mate sur le métal, plusieurs rail Picatinny pour y installer une lunette et un canon de 16 pouces équipé d'un cache-flamme,.

## Calibre disponibles
Calibre disponibles pour la Browning BLR (par ordre de taille),.
- .22-250 Remington
- .222 Remington
- .223 Remington
- .257 Roberts (abandonné)
- .25-06 Remington (série limitée de 150 pour Kones Corner)
- .243 Winchester
- .270 Winchester
- .270 Winchester Court Magnum
- .284 Winchester (abandonné)
- .30-06 Springfield
- .300 Winchester Magnum
- .300 Winchester Court Magnum
- .308 Winchester
- .325 Winchester Court Magnum
- .358 Winchester
- .450 Marlin
- 6,5 mm Creedmoor
- 7mm Remington Magnum
- 7mm Winchester Court Magnum
- 7mm-08 Remington